# امر رضا
امر رضا (به عربی: عبد عمرو رضا؛ زادهٔ ۲۶ اوت ۱۹۹۷) یک کشتی‌گیر آزادکار اهل مصر است. وی سابقه حضور در المپیک ۲۰۲۰ توکیو و المپیک ۲۰۲۴ پاریس را دارد.